# Кордова, Хорхе
Хорхе Кордова (исп. Jorge Córdova; 23 апреля 1822, Ла-Пас — 23 октября 1861) — боливийский военный офицер, 15-й президент Боливии в 1855—1857 годах.

## Биография
Генерал Кордова на протяжении длительного времени был горячим сторонником диктатора Мануэля Бельсу. Он был главной опорой политического режима последнего. Когда в 1855 году Бельсу объявил выборы в условиях неоднократных заговоров и выступлений против него, он поддерживал кандидатуру Кордовы. Последний был избран на пост президента страны и принял присягу 15 августа 1855 года в возрасте 33 лет. При этом Бельсу фактически остался у власти, руководя действиями Кордовы. Этот факт ещё больше подтолкнул оппозиционные силы на борьбу против режима Бельсу-Кордовы, руководившего страной с 1847 года. Оппозиция объединилась вокруг мощного конституционалиста Хосе Марии Линареса, которому в октябре 1857 года удалось устранить Кордову от власти. Последний покинул страну, но вскоре вернулся с целью возвращения власти в руки Бельсу.
Был убит в 1861 году во время так называемой «Matanzas de Yáñez» (Кровавая купель Яньеса), когда сторонники президента Хосе Марии Ача и военного губернатора провинции Ла-Пас Пласидо Яньеса уничтожили десятки оппозиционеров, среди которых было много сторонников лагеря Бельсу.